# Pojayal Buenavista
Pojayal Buenavista är en ort i Mexiko.   Den ligger i kommunen Ixhuatán och delstaten Chiapas, i den sydöstra delen av landet, 700 km öster om huvudstaden Mexico City. Pojayal Buenavista ligger 1 092 meter över havet och antalet invånare är 109.
Terrängen runt Pojayal Buenavista är bergig åt nordost, men åt sydväst är den kuperad. Runt Pojayal Buenavista är det ganska tätbefolkat, med 72 invånare per kvadratkilometer. Närmaste större samhälle är Pueblo Nuevo Jolistahuacan, 17,1 km sydost om Pojayal Buenavista. I omgivningarna runt Pojayal Buenavista växer i huvudsak städsegrön lövskog.